# Kuźnia Bochumska
Kuźnia Bochumska – kompleks budynków przy byłej Klosterstraße w Bochum, który na początku XX w. stanowił centrum działalności polskiej (czyli “kuźnię polskiej kadry”) w Zagłębiu Ruhry i w Niemczech, z ponad 30 organizacjami i instytucjami polskimi. W jej otoczeniu ukształtowały się elity polskiej emigracji w Niemczech.